# Сан Леонардо (Месина)
Сан Леонардо је насеље у Италији у округу Месина, региону Сицилија.
Према процени из 2011. у насељу је живело 121 становника. Насеље се налази на надморској висини од 418 м.